# Chmielno (obwód witebski)
Chmielno – dawna wieś. Tereny, na których leżała, znajdują się obecnie na Białorusi, w obwodzie witebskim, w rejonie głębockim, w sielsowiecie Obrub.
Inna nazwa miejscowości – Chmielna.

## Historia
W czasach zaborów zaścianek w gminie Głębokie, w powiecie dzisieńskim, w guberni wileńskiej Imperium Rosyjskiego.
W latach 1921–1945 wieś leżała w Polsce, w województwie wileńskim, w powiecie dziśnieńskim, w gminie Głębokie.
Według Powszechnego Spisu Ludności z 1921 roku zamieszkiwało tu 56 osób, 5 było wyznania rzymskokatolickiego, a 51 prawosławnego. Jednocześnie 4 mieszkańców zadeklarowało polską przynależność narodową, a 52 białoruską. Było tu 9 budynków mieszkalnych. W 1931 w 12 domach zamieszkiwały 52 osoby.
Wierni należeli do parafii rzymskokatolickiej i prawosławnej w Głębokiem. Miejscowość podlegała pod Sąd Grodzki w Głębokiem i Okręgowy w Wilnie; właściwy urząd pocztowy mieścił się w Głębokiem.